# Нантакет
Нанта́кет (англ. Nantucket) — остров в Атлантическом океане у восточного побережья Северной Америки. Расположен в 48,3 км к югу от мыса Кейп-Код и в 24 км к востоку от острова Мартас-Винъярд, от которого отделён Маскегетским проливом. Длина острова составляет 24 км, ширина колеблется от 5 до 10 км.
Остров входит в состав штата Массачусетс. Остров обитаем, в административном плане имеет статус города и округа (таким образом, округ и город Нантакет объединены). В состав города Нантакет также входят небольшие незаселённые острова Такернак и Маскегет. Население острова составляет 10172 жителя (2010).

## История

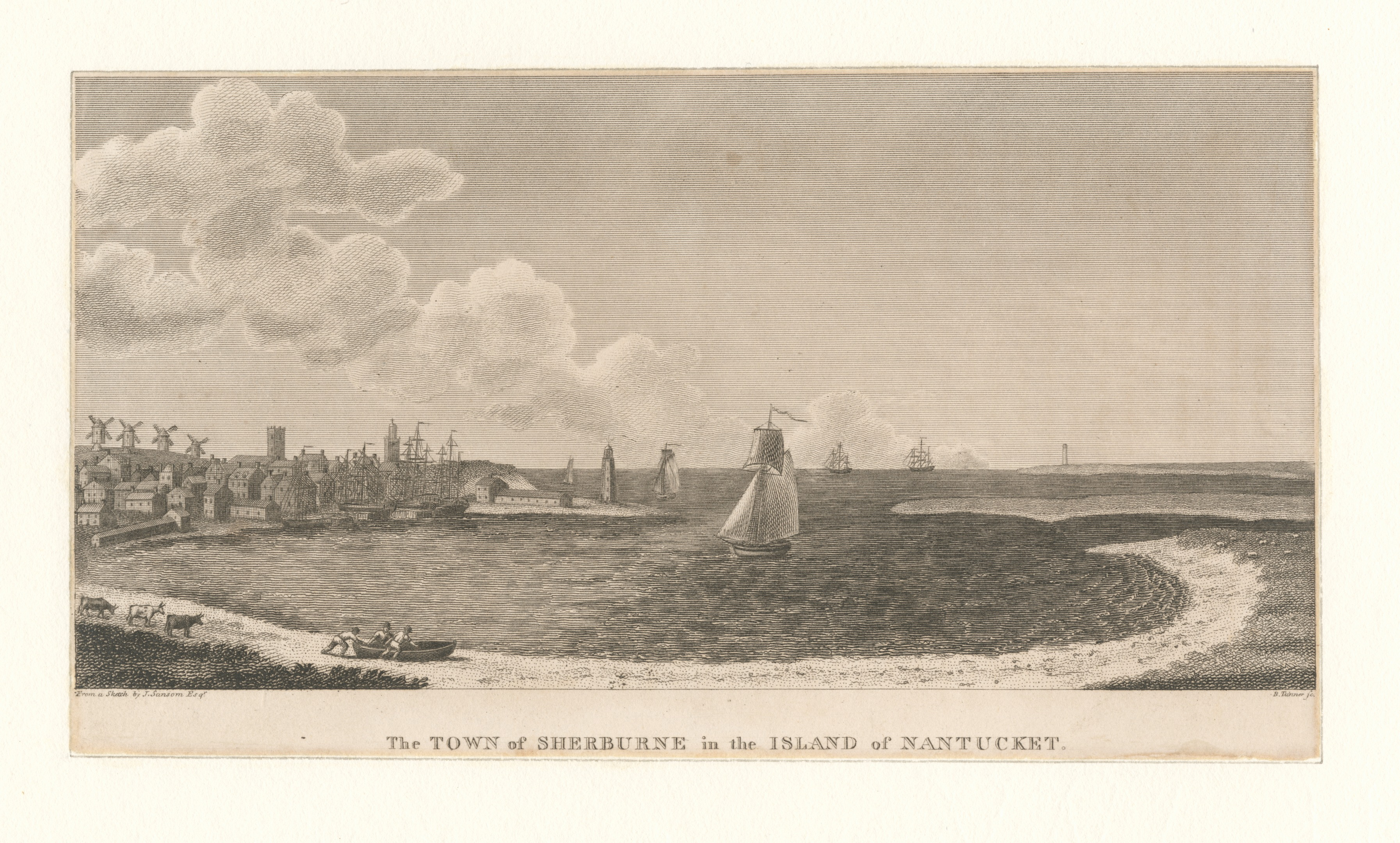
Город Шербурн на острове Нантакет (1775)

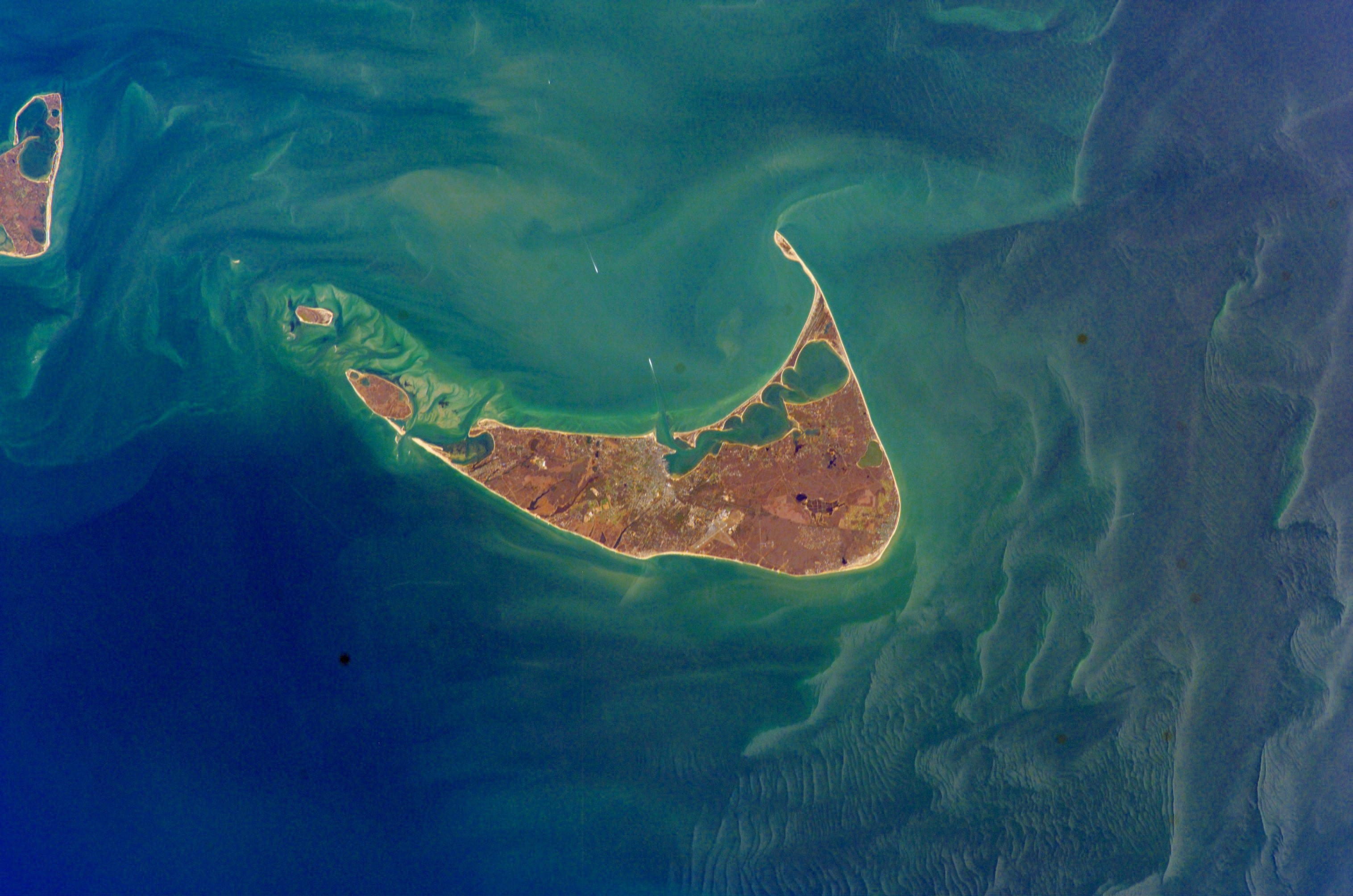
Вид из космоса

Первым среди европейцев остров посетил в 1602 году англичанин Бартоломью Госнольд, хотя в ряде источников первенство приписывается Шамплену. При начальном заселении Новой Англии остров относился к территории Плимутской колонии, у которой его выкупил в 1641 году Томас Мэйхью (англ.) — основатель поселения на Мартас-Винъярд.
Название острова имеет алгонкинское происхождение и при этом очень похоже на Nehantucket (эндоним индейского племени, проживавшего там к моменту начала его заселения европейцами).
В 1659 году на острове поселились рыбаки-квакеры, которые постепенно вытеснили туземцев. Город был официально учреждён в 1687 году. До 1692 года остров входил в состав колонии Нью-Йорк. В 1695 году образован округ Нантакет.
В конце XVIII века остров играл ведущую роль в китобойном промысле, к порту было приписано 125 китобойных судов. В течение XIX века значение Нантакета как порта шло на убыль, а к концу века китобойный промысел и вовсе потерял значение в связи с тем, что был изобретён процесс перегонки нефти в бензин и керосин (до этого в керосиновых лампах использовался китовый жир).
В XX веке основой экономики острова стал туризм. В связи с этим 13 декабря 1966 года комплекс исторической застройки Нантакета был внесён в Национальный реестр исторических мест США.

## В массовой культуре
Действие первых глав романа Германа Мелвилла «Моби Дик» происходит на Нантакете. Он был портом приписки китобойного судна «Пекод», на котором путешествуют герои романа. Также с Нантакета начинается «Повесть о приключениях Артура Гордона Пима» Эдгара По. На острове Нантакет случаются самые волнующие события жизни героев романа «Опрокинутый горизонт» Марка Леви.
На Нантакете происходит действие фильмов «Лето 42-го» (1971),  «Одно безумное лето» (1986) и «Дневники няни» (2007). В 16 эпизоде 4 сезона сериала «Юристы Бостона» «The Mighty Rogues» (2008) главные герои помогают жителям острова с петицией о праве на собственное ядерное оружие.
В фильм Квентина Тарантино «Бесславные ублюдки» штандартенфюрер СС Ганс Ланда в рамках сделки с Союзниками оговаривает, как одно из её условий, получение недвижимости на Нантакете.

## Транспорт
- Нантакет имеет свой собственный аэропорт, Мемориальный аэропорт Нантакет[англ.].
- Местный оператор общественного транспорта Транспортное региональное управление Нантакета[англ.] обслуживает сеть автобусных маршрутов[7].
- На Нантакет ходят паромы из Хайаннис-Порта[англ.] (Кейп-Код)[8].

С 1900 до 1918 года Нантакет был одной из немногих юрисдикций США, где был запрещён автомобильный транспорт.

## Политические предпочтения
С конца 19 века и почти весь 20 век ощутимой поддержкой у жителей острова пользовались республиканцы: за всё это время кандидаты в президенты США от Демократической партии  побеждали здесь лишь дважды (Вудро Вильсон и Линдон Джонсон). Однако с 1988 года преимущество стабильно остаётся за демократами. Так, в 2019 году демократов поддерживали 30% жителей острова, а республиканцев — только 12% (55% избирателей не поддержали обе партии).

## Известные уроженцы и жители острова
- Лукреция Мотт — американская активистка движения за права женщин, квакер, аболиционистка;
- Меган Трейнор — американская певица, автор-исполнитель и продюсер;
- Элин Хильдербранд[англ.] — американская писательница; на Нантакете происходит действие её произведений;
- Арчибалд Кронин — шотландский писатель.